# San-jüan (Šen-si)
San-jüan (čínsky pchin-jinem Sānyuán, znaky 三原, „Tři prameny“) je okres v městské prefektuře Sien-jang v provincii Šen-si Čínské lidové republiky. Leží v centrální části provincie. K roku 2009 měl 420 000 obyvatel.

## Historie
Za říše Chan se na tomto území rozkládal okres Čch’-jang (池阳县). V říši Ťin zde vznikl strážný vojenský kraj San-jüan (三原护军). Říše Severní Wej zde roku 446 zorganizovala okres San-jüan. Za Severních Čouů byla severovýchodní část okresu vydělena do okresu Chua-čch’ (华池县), ale roku 583 za říše Suej byl okres Chua-čch’ zrušen.
Tchangská vláda roku 621 okres San-jüan přejmenovala na Čch’-jang, roku 623 na Chua-čch’, přičemž severovýchodní část okresu vydělila do okresu San-jüan. Roku 627 byly okresy Chua-čch’ a San-jüan sloučeny pod názvem San-jüan.
Roku 1950 byl okres San-jüan podřízen nově vzniklé prefektuře Sien-jang (咸阳专区), po jejím zrušení roku 1953 prefektuře Wej-nan (渭南专区). Od roku 1956 podléhal přímo provincii Šen-si, roku 1958 byl do okresu začleněny sousední okresy Kao-ling, Ťing-jang a Čchun-chua. Roku 1961 okres opět připadl pod obnovenou prefekturu Sien-jang (咸阳专区, od 1969 咸阳地区, od roku 1983 městská prefektura).